# Jean II de Nassau
Jean, comte de Nassau-Wiesbaden-Idstein (né vers 1360 † 23 septembre 1419 à Aschaffenbourg) fut de 1397 à 1419 archevêque de Mayence.

## Nomination à l'archevêché
Jean, dépeint par les historiens et par ses contemporains comme un homme ambitieux, fin et même rusé, était chanoine de Mayence. Il était le frère de l'archevêque Adolphe Ier de Nassau (de), décédé le 6 février 1390. Lors de l'élection du successeur de son frère, il dut s'incliner une première fois, le chapitre canonial lui préférant Conrad II de Weinsberg (de). Six ans plus tard, il perdit de nouveau l'élection contre Gottfried (Jofrid) von Leiningen (de). Mais avec l'appui de quelques chanoines, des bourgeois mayençais et du comte palatin du Rhin, il parvint à s'opposer à l'investiture de Leiningen par le pape et obtint même de se faire lui-même reconnaître comme archevêque par Boniface IX le 26 janvier 1397 sous le nom de Jean II. Après de longues négociations, Leiningen renonça finalement à la crosse épiscopale et reçut en compensation l'office de doyen du chapitre.

## Le prince-électeur
Jean II était partisan des comtes palatins et s'employait depuis 1398 avec d'autres électeurs, dont Robert Ier, à la destitution du controversé roi Venceslas. Jean contesta, de même que les archevêques de Cologne et de Trèves, l'élection en tant que roi du duc Frédéric Ier de Brunswick-Lunebourg, prononcée lors du ban des électeurs le 22 mai 1400 à Francfort. Dix semaines après l'assassinat de Frédéric sur la route du retour le 5 juin 1400 près de Fritzlar par le comte Henri VII de Waldeck (de) et ses acolytes Frédéric III d'Hertingshausen (de) et Conrad de Falkenberg (de) (tous étaient soit allié, soit homme-lige du prince archevêque de Mayence), Jean de Mayence et les trois autres électeurs de la région du Rhin proclamèrent au château-fort de Lahneck dans l’Oberlahnstein la déchéance de Venceslas (20 août 1400), et le lendemain élurent à sa place Robert Ier roi des Romains.

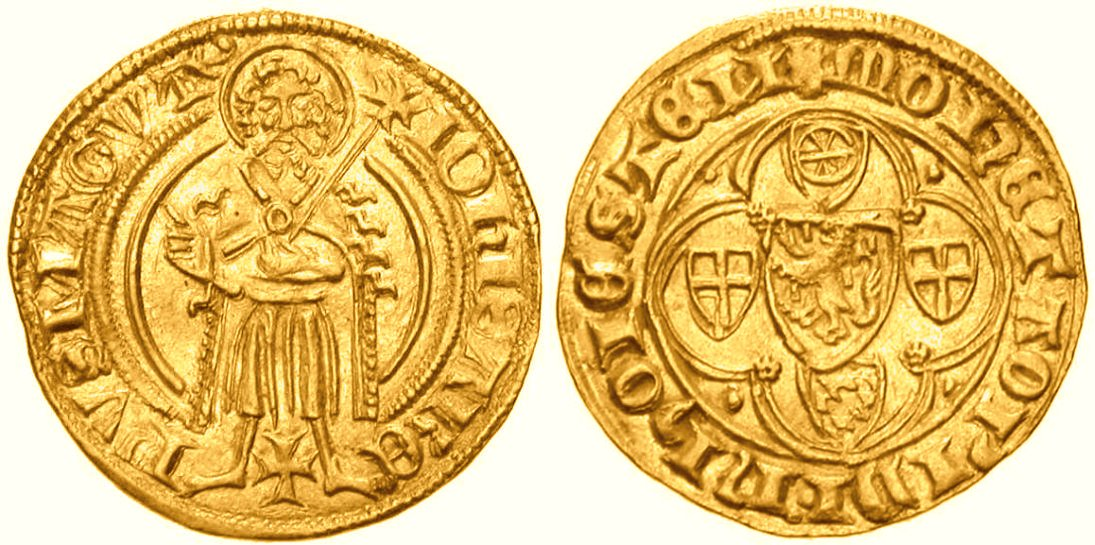
Florins d'or frappés entre 1399 et 1402 à Francfort-Höchst, portant côté face les armes de l'archevêque de Mayence Jean II de Nassau (1397-1419) ; côté pile : Jean le Baptiste avec un sceptre, la main droite levée en signe de bénédiction ; entre les pieds une croix de Saint-Jean. Inscription : IOH(ann)IS AR(chi)EP(iscop)VSMAGV(n)T(inus) pile : au milieu d'un lobe quadrifolié, les armes de la famille de Nassau et dans les absides les écussons de l'électorat de Mayence, de Cologne de Trèves et de la Bavière pour l'électeur palatin. Inscription : MONETA OP(p)IDI IN HOIESTEN

Quatre jours plus tard, comme Robert Ier s'avérait un instrument par trop indocile et qu'en renforçant l'autorité de sa dynastie, il entrait en conflit avec l’électeur de Mayence, l'archevêque Jean II devint son ennemi inexorable. En 1405 il levait la Ligue de Marbach (de), fédérant l’électorat de Mayence, le comte de Wurtemberg Eberhard III, le margrave de Bade Bernard Ier et 17 villes souabes contre le roi. Il s'allia également à la ligue des seigneurs-brigands Zum Luchs et pour mieux s'opposer à Robert entreprit même de se faire le vassal du roi de France.

## L'archevêque
Le conflit entre le souverain et l'archevêque s'envenima avec le Grand Schisme, lorsqu'en 1409 Jean II prit fait et cause pour l'antipape Alexandre V élu lors du Concile de Pise, alors que Robert restait fidèle au Romain Grégoire XII. Comme le landgrave Hermann II de Hesse, de même que le comte palatin et l'archevêque de Trèves restaient partisans de Grégoire et que ce dernier était investi des pleins pouvoirs pour l'organisation du clergé, Jean II se trouvait une fois de plus contraint, aussi bien territorialement qu'au plan religieux. Mais la mort du roi Robert en 1410 devait permettre à l'archevêque mayençais de reprendre pied politiquement : car si, lors de l'élection suivante du roi des Romains il prit parti pour Jobst de Moravie, il rejoignait dès 1411 le vainqueur du scrutin, Sigismond, après que ce dernier lui eut octroyé d'importantes concessions.
La tentative de mettre un terme au schisme en déposant les deux pontifes et en en élisant un troisième eut pour conséquence de mettre aux prises trois candidats. Après l'élection du pape Martin V lors du Concile de Constance, le chapitre canonial de Mayence, qui suivait d'abord les avis de Jean II, prit toutefois acte de la destitution de l'antipape pisan et pro-français Jean XXIII, dont Jean II avait représenté les intérêts lors du concile et auquel il resta toujours fidèle par la suite. Le chapitre canonial et l'archevêque ne devaient trouver une entente qu'en 1417.